# Seán MacBride
Seán MacBride (Parijs, 26 januari 1904 – Dublin, 15 januari 1988) was een Iers jurist en politicus. MacBride was van 1961 tot 1975 voorzitter van Amnesty International en ontving de Nobelprijs voor de Vrede in 1974. Zijn moeder was Maud Gonne, een belangrijke figuur in de Ierse cultuur van de 19e eeuw.

## Levensloop
In 1948 werd MacBride voor een kleine nationalistische partij gekozen in het Ierse parlement Dáil Éireann. Na de verkiezingen van 1948 ontstond in het parlement een nieuwe meerderheid die leidde tot de Interparty-coalitie. In dat kabinet werd MacBride minister voor Buitenlandse Zaken. In die hoedanigheid had hij een grote invloed op het besluit om Ierland buiten de NAVO te houden. Hij werd bij de verkiezingen van 1951 en 1954 herkozen, maar verloor in 1957 zijn zetel.
Na zijn jaren in de politiek hervatte hij zijn werk als advocaat. Hij was een van de medeoprichters van Amnesty International. Zijn strijd voor de mensenrechten werd in 1974 gehonoreerd met de toekenning van de Nobelprijs voor de Vrede. In 1976 ontving hij daarnaast ook de Leninprijs voor de Vrede.
1901: Dunant, Passy ·
1902: Ducommun, Gobat ·
1903: Cremer ·
1904: Institut de Droit International ·
1905: Von Suttner ·
1906: Roosevelt ·
1907: Moneta, Renault ·
1908: Arnoldson, Bajer ·
1909: Beernaert, Balluet d'Estournelles de Constant ·
1910: IPB ·
1911: Asser, Fried ·
1912: Root ·
1913: La Fontaine ·
1917: ICRC ·
1919: Wilson ·
1920: Bourgeois ·
1921: Branting, Lange ·
1922: Nansen ·
1925: Chamberlain, Dawes ·
1926: Briand, Stresemann ·
1927: Buisson, Quidde ·
1929: Kellogg ·
1930: Söderblom ·
1931: Addams, Butler ·
1933: Angell ·
1934: Henderson ·
1935: Von Ossietzky ·
1936: Lamas ·
1937: Cecil ·
1938: Office international Nansen pour les réfugiés ·
1944: ICRC ·
1945: Hull ·
1946: Balch, Mott ·
1947: Friends Service Council, American Friends Service Committee ·
1949: Orr ·
1950: Bunche ·
1951: Jouhaux ·
1952: Schweitzer ·
1953: Marshall ·
1954: Hoog Commissariaat voor de Vluchtelingen (UNHCR) ·
1957: Pearson ·
1958: Pire ·
1959: Noel-Baker ·
1960: Luthuli ·
1961: Hammarskjöld ·
1962: Pauling ·
1963: ICRC, IFRC ·
1964: King ·
1965: UNICEF ·
1968: Cassin ·
1969: Internationale Arbeidsorganisatie ·
1970: Borlaug ·
1971: Brandt ·
1973: Kissinger, Lê Đức Thọ ·
1974: MacBride, Satō ·
1975: Sacharov ·
1976: Williams, Corrigan ·
1977: Amnesty International ·
1978: Sadat, Begin ·
1979: Moeder Teresa ·
1980: Esquivel ·
1981: Hoog Commissariaat voor de Vluchtelingen (UNHCR) ·
1982: Myrdal, Robles ·
1983: Wałęsa ·
1984: Tutu ·
1985: IPPNW ·
1986: Wiesel ·
1987: Arias ·
1988: VN-vredesmacht ·
1989: Gyatso ·
1990: Gorbatsjov ·
1991: Suu Kyi ·
1992: Menchú ·
1993: Mandela, De Klerk ·
1994: Arafat, Peres, Rabin ·
1995: Rotblat, Pugwash Conferences on Science and World Affairs ·
1996: Ximenes Belo, Ramos-Horta ·
1997: ICBL, Williams ·
1998: Hume, Trimble ·
1999: AzG ·
2000: Dae-jung ·
2001: VN, Annan ·
2002: Carter ·
2003: Ebadi ·
2004: Maathai ·
2005: IAEA, El-Baradei ·
2006: Grameen Bank, Yunus ·
2007: Gore, IPCC ·
2008: Ahtisaari ·
2009: Obama ·
2010: Liu ·
2011: Johnson Sirleaf, Gbowee, Karman ·
2012: Europese Unie ·
2013: OPCW ·
2014: Satyarthi, Yousafzai ·
2015: Kwartet voor Nationale Dialoog in Tunesië ·
2016: Santos ·
2017: ICAN ·
2018: Mukwege, Murad Basee ·
2019: Ahmed ·
2020: Wereldvoedselprogramma ·
2021: Ressa, Moeratov ·
2022: Bjaljazki, Memorial, Centrum voor Burgerlijke Vrijheden ·
2023: Mohammadi ·
2024: Nihon Hidankyo
- Bibsys: 90153543
- Bibliothèque nationale de France: cb119137550 (data)
- Gemeinsame Normdatei: 131831577
- International Standard Name Identifier: 0000 0001 0908 5141
- Library of Congress Control Number: n81028326
- Nationale Bibliotheek van Letland: 000169201
- National Archives and Records Administration: 23811152
- Nationale Bibliotheek van Tsjechië: osd2017946383
- Nationale Bibliotheek van Israël: 987007339428905171
- Nationale Bibliotheek van Polen: a0000002233099
- Nederlandse Thesaurus van Auteursnamen: 072414995
- Istituto Centrale per il Catalogo Unico: SBLV318008
- LIBRIS: 319867
- SNAC: w6qv69qc
- Système universitaire de documentation: 026999609
- Virtual International Authority File: 64008680
- WorldCat: E39PBJyxhgC8PKDRBWqGttTrbd